# Немой, Леон
Леон Немой (1901, Балта — 1998, США) — один из авторитетнейших историков караимизма.

## Биография
Родился в 1901 году в городе Балта. Окончил Новороссийский университет в Одессе. Участвовал в гражданской войне, получил травму, приведшую к нарушению речи, что предотвратило возможность обычной преподавательской деятельности. Несмотря на свой недуг, принимал участие в работе Общества по пропаганде знаний в Одессе, работал в библиотеках университетов Одессы и Львова. В 1923 году иммигрировал в США. С первого же года начал работать в библиотеке Йельского университета, где сформировал уникальные коллекции по иудаике и по исламу (проработал там около 40 лет). В 1929 году, в 28 лет, защитил докторскую степень в Йельском университете. Во время работы Немого Йельский университет смог стать крупнейшим центром изучения еврейской литературы, культуры и истории.

## Книги
- Nemoy, Leon. KARAITE ANTHOLOGY: EXCERPTS FROM THE EARLY LITERATURE. New Haven: Yale University Press, 1952. Cloth, 8vo. Xxvi, 412 pages. First edition.
- Leon Nemoy. «The Alexander Kohut Memorial Collection of Judaica»
- Leon Nemoy. Arabic Manuscripts in the Yale University Library (Transactions of the Connecticut Academy of Arts and Sciences vol. 40; New Haven, 1956)[1].
- Leon Nemoy. Essays on the occasion of the seventieth anniversary of the Dropsie University, 1909—1979
- Karaite Anthology: Excerpts from the Early Literature (Yale Judaica Series)
- Studies in Judaica, Karaitica, and Islamica by Sheldon R.;Nemoy, Leon;Wiener, Theodore Brunswick (1982)
- The Book of Holiness by Louis I. Rabinowitz, Philip Grossman, Leon Nemoy ISBN 0-300-00846-5 (0-300-00846-5)
- Code of Maimonides: The Book of Seasons, Bk 3 by Louis I. Rabinowitz, Philip Grossman, Leon Nemoy ISBN 0-300-00475-3 (0-300-00475-3)
- Essays on the Occasion of the Seventieth Anniversary of the Dropsie University, 1909—1979 by Leon Nemoy , Abraham Isaac Katsh, Dropsie University ISBN 0-9602686-0-X Hardcover, Dropsie University
- Karaite Anthology: Excerpts from the Early Literature by Leon Nemoy ISBN 0-300-03929-8
- Studies in Judaica, Karaitica, and Islamica by Leon Nemoy , Sheldon R. Brunswick, Theodore Wiener ISBN 965-226-032-0 (965-226-032-0) Hardcover, Bar-Ilan University Press
- Check-list of an exhibition of Judaica & Hebraica held at the Sterling Memorial Library, Yale University, April to June 1933